# Стонкус, Алексей Михайлович
Алексей Михайлович Стонкус (род. 6 мая 1984, Ярославль) — российский хоккеист, защитник.

## Биография
Выпускник ярославского хоккея. В сезоне 2000/01 дебютировал в команде первой лиги «Локомотив-2» Ярославль. Вторую половину следующего сезона отыграл в «Элемаше» Электросталь. Сезон 2002/03 начал выступлениями в Суперлиге за ярославский «Локомотив», провёл девять матчей. 12 сентября 2003 года в домашнем матче против магнитогорского «Металлурга» на 14-й минуте третьего периода при счёте 7:1 в результате силового приема со стороны чеха Томаша Хлубны получил тяжелую травму — оскольчатый перелом позвонка. Вернулся на лёд только в следующем сезоне, сыграв 14 матчей за «Локомотив-2». В следующем сезоне перешёл в «Динамо» Минск, за которое сыграл три матча. В дальнейшем выступал за команды низших российских лиг «Кристалл» Саратов (2005/06), «Рыбинск», «Кристалл» Электросталь (оба — 2006/07), «Металлург» Серов (2006/07 — 2007/08), «Югра» (2007/08), проводил за каждый клуб менее десяти матчей.
Победитель Европейского юношеского Олимпийского фестиваля 2001 года в составе сборной России. Серебряный призёр чемпионата мира среди юниоров 2002. На драфте НХЛ 2002 года был выбран в 6-м раунде под общим 189-м номером клубом «Нью-Йорк Айлендерс».
Окончил ЯГПУ имени Ушинского.
В 2008—2017 годах тренер в ярославском «Локомотиве-2004». В 2018—2020 годах — тренер индивидуальной подготовки «Локомотива». С 2020 года старший тренер в СШ «Автомобилист-Запад» Москва.
Младший брат Александр (род. 1988) в 2005—2008 годах играл в низших российских лигах, затем — тренер.